# Иванов, Юрий Анатольевич
Ю́рий Анато́льевич Ивано́в (род. 2 июля 1962, Рязань) — российский учёный-зооинженер, член-корреспондент РАСХН (2012), академик РАН (2016).

## Биография
Окончил Рязанский СХИ им. П. А. Костычева (1984). По распределению работал главным зоотехником колхоза им. Кирова Рязанской области (1984—1986).
Аспирант (1986—1989), преподаватель кафедры общей зоогигиены (1989—1992) Рязанского СХИ. В 1992—1997 годах — заместитель (по животноводству) начальника управления сельского хозяйства Рязанской области.
В 1997—2005 — директор «Росплемобъединения». С 2005 года — директор ВНИИ механизации животноводства.
Доктор сельскохозяйственных наук (2005), профессор. Заместитель академика-секретаря, руководитель секции механизации, электрификации и автоматизации Отделения сельскохозяйственных наук РАН.

## Основные работы
- Руководство по проведению оценки экстерьера коров молочных и молочно-мясных пород / соавт.: Н. И. Стрекозов и др. — Дубровицы, 2001. — 108 с.
- Технологическое и техническое переоснащение свиноводческих ферм на современном этапе / соавт.: Н. М. Морозов и др. — М.: ФГНУ Росинформагротех, 2009. — 166 с.
- Стратегия машинно-технологического обеспечения производства продукции животноводства на период до 2020 года / соавт.: Ю. Ф. Лачуга и др.; Всерос. н.-и. и проектно-технол. ин-т механизации животноводства. — М.: ФГНУ Росинформагротех, 2009. — 71 с.
- Технологические требования к новым техническим средствам в животноводстве / соавт.: Н. М. Морозов и др. — М.:ФГНУ Росинформагротех, 2010. — 107 с.
- Интенсификация производства продукции скотоводства / соавт. В. К. Скоркин. — Подольск, 2011. — 439 с.
- Инновационные технологии производства молока / соавт.: И. К. Текучев, Л. П. Кормановский; Всерос. НИИ механизации животноводства. — Подольск, 2011. — 197 с.